# Enrique Florencio Lúpiz
Enrique Florencio Lúpiz (San Miguel de Tucumán, 8 de enero de 1922-2 de agosto de 2003) fue un diplomático de carrera argentino. Se desempeñó como embajador en Siria, Túnez, Marruecos, España y Grecia. También fue subsecretario de Relaciones Exteriores de la Nación.

## Biografía
Asistió al Colegio Champagnat, integrando la promoción de 1939.
Ingresó al servicio exterior en 1947, siendo enviado a Nápoles (Italia) como director de asuntos consulares. Dos años después fue trasladado a Turquía, primero al consulado argentino en Estambul y luego a la embajada en Ankara como encargado de negocios. En 1953 fue enviado a Beirut (Líbano) y en 1956 a Teherán (Irán) donde también fue encargado de negocios. Luego fue secretario de embajada en El Cairo (Egipto).
En la década de 1960 retornó a la Argentina, cumpliendo funciones en el Ministerio de Relaciones Exteriores y Culto, llegando a ser director de protocolo y ceremonial. En 1962 fue enviado a París (Francia) como primer secretario de la embajada. Luego desempeñó funciones consulares en España por cinco años.
En julio de 1970 accedió a su primer puesto como jefe de misión, al ser nombrado embajador en Siria por el presidente de facto Roberto Marcelo Levingston. Al año siguiente fue designado embajador concurrente en Irak.
En 1976 la presidenta María Estela Martínez de Perón lo designó embajador en Túnez. Regresó a Buenos Aires en 1977 a cargo del departamento de Europa Occidental de la Dirección General de Política Exterior, siendo en 1979 designado director general de Política y Planeamiento de la Cancillería.
En febrero de 1980 el presidente de facto Jorge Rafael Videla lo designó embajador en Marruecos, y en julio de 1981, Roberto Eduardo Viola lo nombró embajador en España. Presentó sus cartas credenciales al rey Juan Carlos I el 17 de septiembre de 1981.
En julio de 1982 retornó a la Cancillería Argentina como subsecretario de Relaciones Exteriores, designado por Reynaldo Bignone. Desde allí se enfocó en aumentar las relaciones con los países de la Liga Árabe. Ese mismo año encabezó una misión oficial a Túnez y Arabia Saudita, siendo acompañado por Fernando Petrella y Alejandro Piñeiro Aramburu. En febrero de 1983 Bignone lo designó embajador en Grecia.
Presidió la Asociación del Cuerpo Diplomático Argentino.
Falleció en agosto de 2003 a los 81 años.

## Condecoraciones
- España: Gran Cruz de la Orden de Isabel la Católica.[1]
- Perú: Orden El Sol.[1]
- Siria: Orden al Mérito de Siria.[1]